# Karl Otto Georg von Meck
Karl Otto Georg von Meck (rusky Карл Фёдорович фон Мекк, 4. července 1821 – 7. února 1876) byl ruský podnikatel, jeden z nejvýznamnějších budovatelů železnice na území Ruského impéria. Manželka Naděžda von Meck podporovala z jeho pozůstalosti Petra Iljiče Čajkovského.

## Životopis

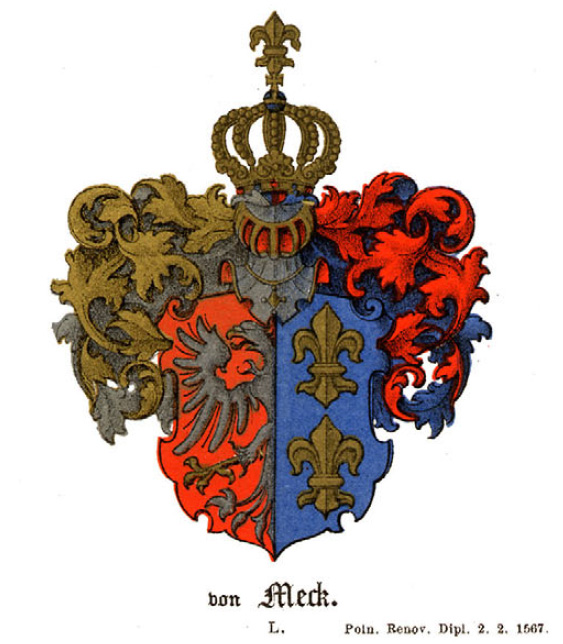
Erb rodu von Meck

Karl von Meck pocházel ze staré šlechtické rodiny jejíž předkové se na konci 16. století přestěhovali ze Slezska do Livonska. Zakladatelem dynastie je slezský kancléř Friedrich von Meck (nar. 1493). Jeho vnuk Jakov, který se do Livonska přestěhovall, se stal kastelánem v Rize. Mnoho představitelů dynastie von Meck bylo ve vojenské službě, nejprve ve švédské a poté v ruské armádě. Otec Karla Fedoroviče, který si zpočátku také zvolil vojenskou kariéru, později přešel na ministerstvo financí jako celní úředník.. Zemřel na choleru, než dosáhl důchodu a zanechal vdovu s malými dětmi bez prostředků na živobytí.
Karl Oto Georg se narodil 4. července 1821 v osadě Slampe v centrální části Lotyšska. Stejně jako ostatní členové rodiny, byl věřící luteránské církve. Manželkou byl hodnocen jako velmi nábožensky cítící protestant. Vystudoval v roce 1844 Petrohradský institut železnic a vstoupil do státních služeb jako přednosta na železnici Moskva-Varšava.
V roce 1840 se oženil s Naděždou Fralovskou, neteří knížete Grigorije Potěmkina. Energická a bohatá manželka donutila Karla von Meck opustit představy jistoty státní služby a donutila ho s finanční podporou své rodiny k riskantnímu podnikání v oboru výstavby soukromých železnic. Jednalo se o období pro soukromé železnice velice vhodné, vyžadující však velký vstupní kapitál. Karl von Meck v podnikání prokazoval velkou profesionalitu a střízlivý přístup spolu se solidností a spolehlivostí. Ministerský předseda Sergej Witte, který podnikatele v oboru soukromých železnic označoval jako "bezohledné kapitalistické žraloky a chamtivé predátory", hodnotil Karla von Meck jako solidního, spolehlivého Němce.
Karl von Meck dosáhl obrovského majetku a v Rusku byl označován za železničního krále.
Zemřel náhle v Moskvě na srdeční selhání 7. února 1876, ve věku 54 let. Za možný impuls kolapsu je považována informace, že není otcem nejmladší dcerky Ljudmily.
Dědictví po Karlu von Meck se v rukách vdovy stalo zdrojem podpory mnoha významných hudebních osobností, Nikolaje Rubinštejna, Claudea Debussyho, ale především Petra Iljiče Čajkovského. V rukách potomků pak sloužilo jako podpora četným významným ruským malířům a obtížně vyjmenovatelné dobročinné a obecně prospěšné činnosti. 

## Rodina
Manželka Naděžda Filaretovna von Meck (1831-1894) mecenáška umění, přítelkyně Petra Iljiče Čajkovského, z manželství se narodilo 18 dětí

### Děti
(kromě zemřelých v dětském věku)
Jelizabeta Karlovna (1848—1907)
Alexandra Karlovna (1850—1920)
Vladimír Karlovič (1852—1893) hrdina legend a fám soudobého bulváru, seriózních tiskovin i vyprávění, zemřel na tuberkulózu v náručí matky
Julia Karlovna (1853—1915) provdána za houslistu Vladislava Albertoviče Pachulského
Lýdia Karlovna (1855—1910)
Nikolaj Karlovič  (1863—1929) pokračovatel železničního podnikání, zakladatel letového provozu a automobilismu v Rusku
Alexandr Karlovič (1864—1911) mecenáš a zakladatel ruského horolezectví
Sofia Karlovna (1867—1935) zakladatelka Vyšších ženských zemědělských kursů
Maxmilian Karlovič (1869—1950) diplomat, do rou 1911 ruský konsul v New Castle
Iliodor Karlovič (1871—1873)
Michail Karlovič (1871—1883)
Ludmila Karlovna (1872—1946) provdána za saratovského gubernátora knížete Andreje Alexandroviče Širinského-Šichmatova

### Vnoučata
Vladimír Vladimírovič (1877-1932) sběratel umění, donátor Treťjakovské galerie
Galina Nikolajevna (1891-1985) emigrovala do Anglie, autorka vzpomínek Jak si je pamatuji, překladatelka korespondence Naděždy von Meck a Petra Iljiče Čajkovského do angličtiny